# Korab (bergketen)
Korab (Albanees: Mali I Korabit, Macedonisch: Кораб) is een bergketen op de grens van Albanië en Noord-Macedonië met als hoogste punt de gelijknamige berg Korab met een hoogte van 2.751 m. De bergen bestaan uit sedimentaire gesteenten waaronder: leisteen, zandsteen, dolomiet en kalksteen afstammend uit het Paleozoïcum. Het gebergte heeft een prominentie van 2.169 m, de 18e in Europa qua hoogte.
Het Korab-gebergte is zo'n 40 km lang en ligt dicht bij het Drielandenpunt van Albanië, Noord-Macedonië en Kosovo, ten zuid-westen van het Šargebergte. In albanië maakt het gebergte deel uit van het natuurpark Parku Natyror Korab-Koritnik.